# Maria Elena Camerin
 Maria Elena Camerin  (nacida el 21 de marzo de 1982 en Motta di Livenza, Italia) es una jugadora de tenis italiana. 
El 11 de octubre de 2004 Camerin alcanzó su puesto más alto de sencillos: número 41 de ranking mundial.

## Títulos WTA (3)

### Dobles (3)
| Leyenda                |
| Grand Slam (0)         |
| Tour Championships (0) |
| Tier I Event (0)       |
| WTA Tour (3)           |

| N.º | Fecha                | Torneo                     | Superficie | Pareja               | Oponentes en la final                 | Resultado   |
| --- | -------------------- | -------------------------- | ---------- | -------------------- | ------------------------------------- | ----------- |
| 1.  | 2 de octubre de 2005 | Cantón, China              | Dura       | Emmanuelle Gagliardi | Neha Uberoi Shikha Uberoi             | 7-6(5), 6-3 |
| 2.  | 9 de octubre de 2005 | Taskent, Uzbekistán        | Dura       | Emilie Loit          | Anastasia Rodionova Galina Voskoboeva | 6-3 6-0     |
| 3.  | 23 de julio de 2006  | Cincinnati, Estados Unidos | Dura       | Gisela Dulko         | Marta Domachowska Sania Mirza         | 6-4 3-6 6-2 |